# Ларищево (станція)
Ла́рищево (біл. Ла́рышчава) — проміжна залізнична станція Гомельського відділення Білоруської залізниці на одноколійній неелектрифікованій лінії Унеча — Гомель між зупинним пунктом Дудареве (3,4 км) та роз'їздом Березки (4,6 км). Зупинний пункт Дудареве входить до складу станції Ларищево. Поруч зі станцією пролягає автошлях М10

## Історія
Станція виникла 1887 року, під час будівництва лінії Брянськ — Гомель. Назва станції походить від однойменного сусіднього села Ларищево.

## Пасажирське сполучення
Приміський рух здійснюється поїздами регіональних ліній економ-класу сполученням Гомель — Добруш.